# Gislaved (commune)
La commune de Gislaved est une commune suédoise du comté de Jönköping. 28 737 personnes y vivent. Son siège se trouve à Gislaved.

## Localités principales
- Anderstorp
- Broaryd
- Burseryd
- Gislaved
- Hestra
- Reftele
- Skeppshult
- Smålandsstenar

## Personnalités liées
- Iréne Theorin (1963-), cantatrice suédoise y est née